# François Stanislas Cloez
François Stanislas Cloez (Ors, 24 de juny de 1817 – París, 12 d'octubre de 1883) va ser un químic francès que signava com "F. S. Cloez" i "S. Cloez". Va ser un pioner de la química analítica. Presidí La Societat Química de França.
L'any 1851, Cloez i Stanislao Cannizzaro prepararen la cianamida per acció de l'amoníac sobre el clorur cianogen.
En la dècada de 1870, ell començà la identificació dels constituents dels olis essencials i la seva classificació en grups per la seva utilitat. Identificà el que ell anomenà "eucalyptol" (actualment conegut com a cineol). En el seu honor la planta Eucalyptus cloeziana rep el seu cognom.